# Optigan
Optigan er et samplings-instrument der blev introduceret i 1971 af det amerikanske legetøjsfirma Mattel. Navnet er en sammentrækning af "OPTIcal orGAN" - altså optisk orgel.

## Virkemåde
I begyndelsen af 1960'erne var mellotronen kommet på markedet, men instrumentet var meget dyrt, og derfor udenfor økonomisk rækkevidde for de fleste. Intentionen for Mattel var derfor at lave en billig version af mellotronen.
Dette blev opnået ved at man, i stedet for de dyre magnethoveder og kompliceret båndtransport, valgte at bruge den meget simplere fotografiske plade. På denne plade, som var på størrelse med en LP, var lyden optaget som ringformede, koncentriske, optiske tonespor. Der krævedes ligeså mange ringe (tonespor) som der var tangenter. 
Pladen blev placeret på en slags pladetallerken i instrumentet, og en motor trak den rundt. En elektrisk pære sendte lys op nedefra igennem pladen, og ovenover pladen var der anbragt en stang der indeholdt en række LDR-modstande som kunne omdanne det modulerede lys der skinnede op gennem tonesporene til en pulserende strøm. Strømmen sendtes til en forstærker og videre til en højttaler. Hver tangent havde sit tonespor og sin LDR-modstand.
Pladen kunne nemt skiftes, og på hver plade var der et nyt instrument og et nyt akkompagnement. I lighed med en harmonika var der et sæt melodi-tangenter og et sæt akkompagnements-taster (basser). Melodi-instrumenterne var typisk orgel, blæsere, fløjter, eller andre instrumenter der ikke har noget reelt anslag. Problemet med optiganen var nemlig, at man jo ikke kunne vide hvor pladen stod, lige når man trykkede på tangenten. Derfor ville et instrument med anslag - f.eks klaver - ikke kunne bruges. 
Til gengæld havde man så et komplet orkester i akkompagnementet. For at vise hvornår man skulle starte, var der en lille lampe der blinkede en gang for hver omdrejning - i lighed med "Down beat" lampen på en rytmebox.

## Storhed og fald
Optiganen blev en succes, men succesen varede kun 2-3 år. Årsagen var formodentlig, at stueorglet i samme periode begyndte at få indbygget automatisk akkompagnement, og da lydkvaliteten på en optigan er noget støjende (fordi pladen efterhånden bliver ridset) begyndte mange amatørmusikere at foretrække orglet, som efterhånden blev optiganen overlegen. Patentet blev solgt til firmaet Vako som forsøgte at relancere instrumentet i den professionel version kaldet Orchestron, men selv om et par af 1970'ernes store navne, såsom Kraftwerk en overgang brugte instrumentet (strygere og kor på Radio Activity og Trans Europe Express) blev det ikke nogen succes.

## Optiganen i dag
Produktionen blev indstillet allerede i midten af 1970'erne. Men alligevel levede instrumentet videre blandt folk som værdsatte dens lo-fi lyd. Herhjemme kendes optiganen fra Torben Steno som har brugt den i mange sammenhænge. 
For nylig har et amerikansk firma genoptaget produktionen af nye plader til instrumentet. Disse er dog ret dyre, men alligevel er der tilsyneladende et marked for dette produkt.